# 塔鲁芒
塔鲁芒是巴西圣保罗州的一个市镇。总面积303.503平方公里，总人口13386人，人口密度44.1人/平方公里。